# Abborrtjärnen (Orsa socken, Dalarna, 681222-144515)
Abborrtjärnen är en sjö i Orsa kommun i Dalarna och ingår i Dalälvens huvudavrinningsområde.